# Himmelsfärdskatedralen, Bijsk
Himmelsfärdskatedralen (ryska: Успенский собор; translitteration: Uspenskij sobor) är en rysk-ortodox katedral belägen vid Sovetskajagatan 13 i staden Bijsk, i Altaj kraj i västra Sibirien, i Ryssland.
Katedralen är helgad åt Guds moders avsomnande, som är östortodoxa kyrkans benämning på Jungfru Marie himmelsfärd och tillhör Bijsks stift.

## Historik
Beslutet om att bygga Himmelfärdskatedralen ägde rum den 31 mars 1891 vid ett möte med en församling och dess medlemmar i Bijsk. Under en lång tid kunde församlingens medlemmar inte bestämma sig vart katedralen skulle stå.
Den 15 mars 1897 gav den dåvarande biskopen av Tomsk och Barnaul, Macarius Nevskij, en välsignelse för grundandet av katedralen.
Den 2, 5 och 19 november 1903, invigde den dåvarande biskopen av Bijsk, Macarius Pavlov, tre altare i katedralen.
1932 stängdes katedralen ned och många av katedralens präster arresterades.
Sedan februari 1969, har arkimandrit Ermogen Rositsky varit kyrkoherde i katedralen. Under hans tid har ikonostaserna, väggarna, valven, fasaden, taket och kupolerna byggts om.
Den 12 maj 1991 besökte rysk-ortodoxa kyrkans dåvarande patriark Aleksij II katedralen.
2003 firade katedralen sin 100-årsjubileum.

## Bilder

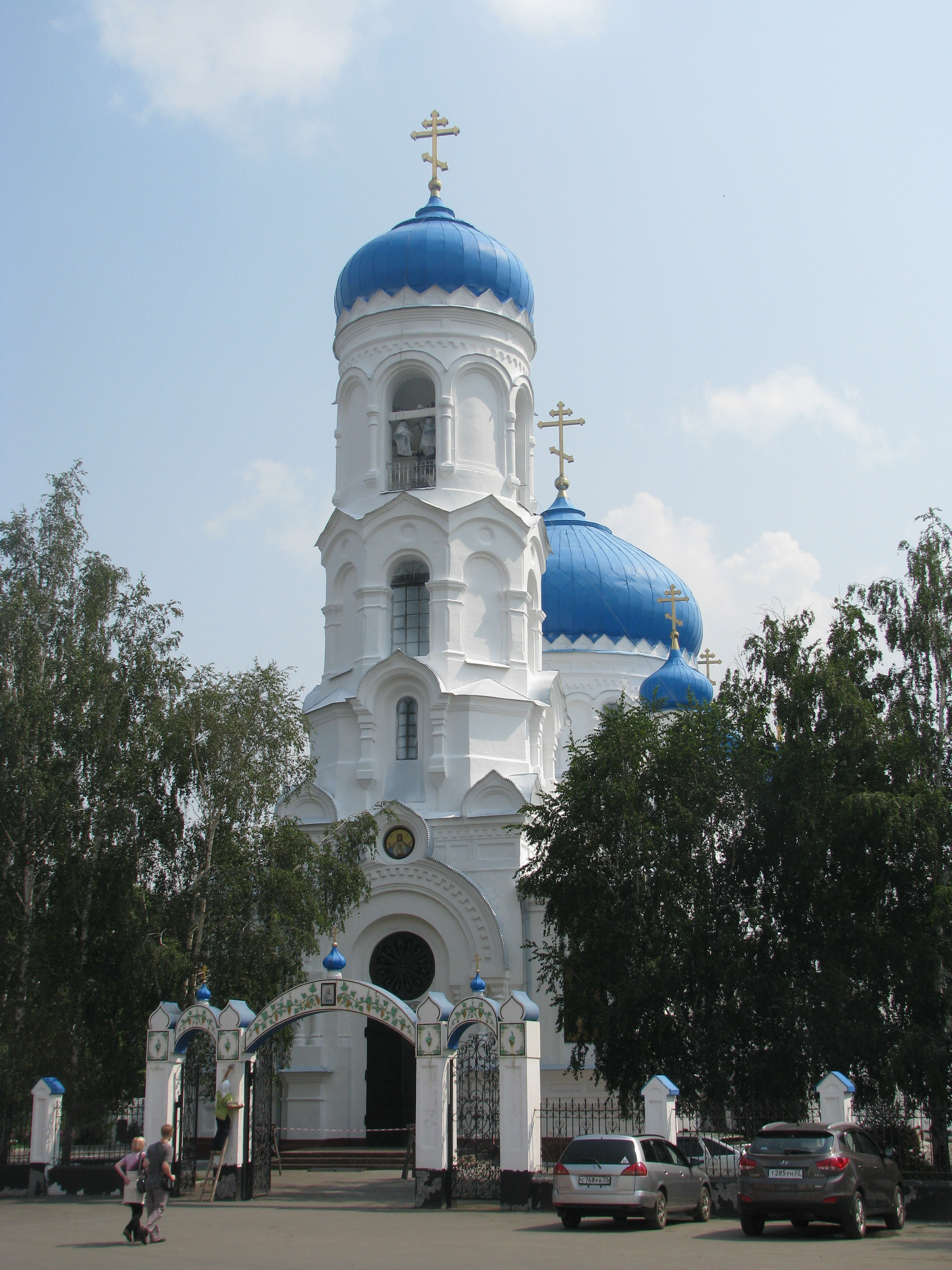
Framsidan.
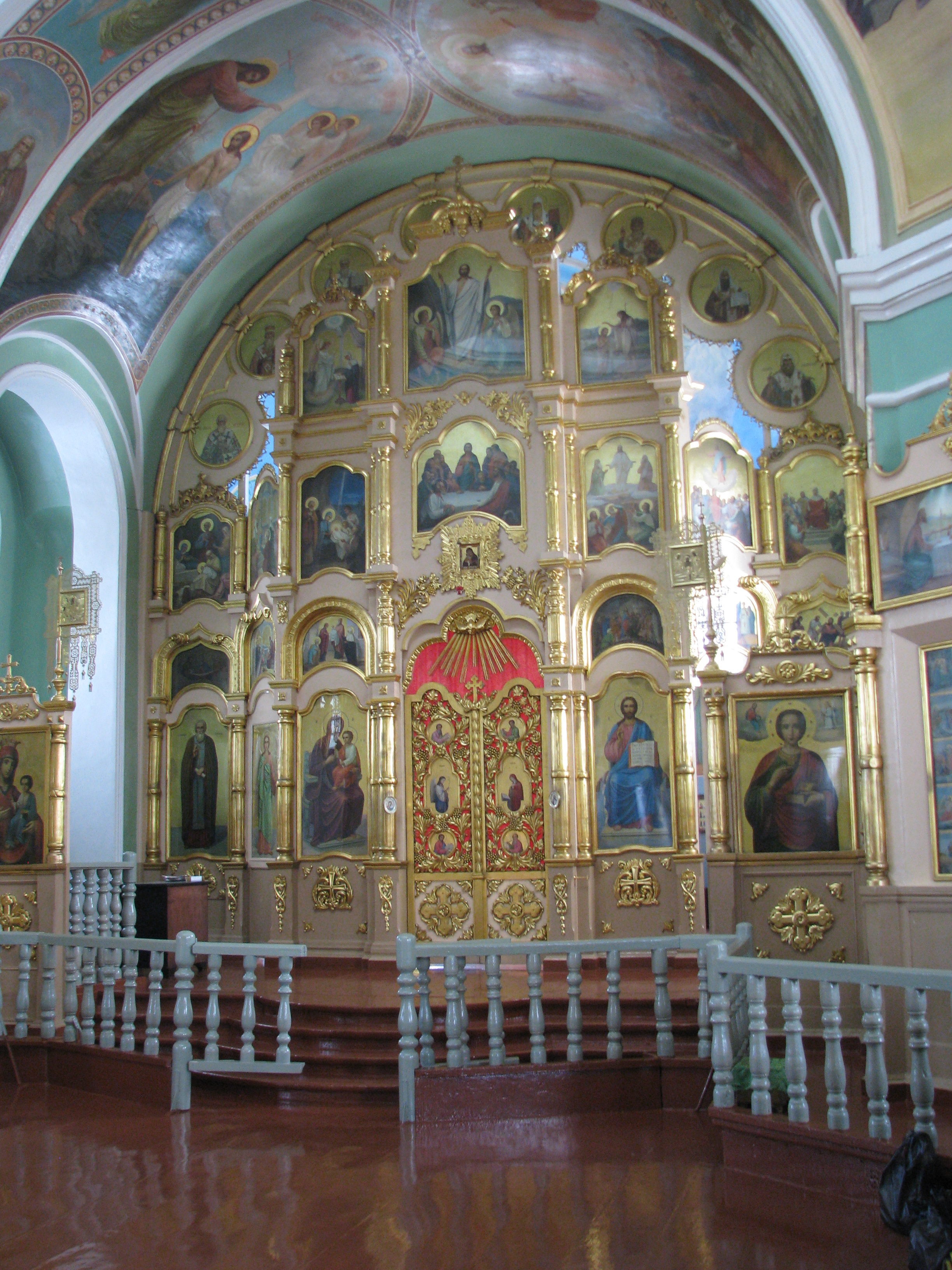
Katedralens interiör mot ikonostasen.
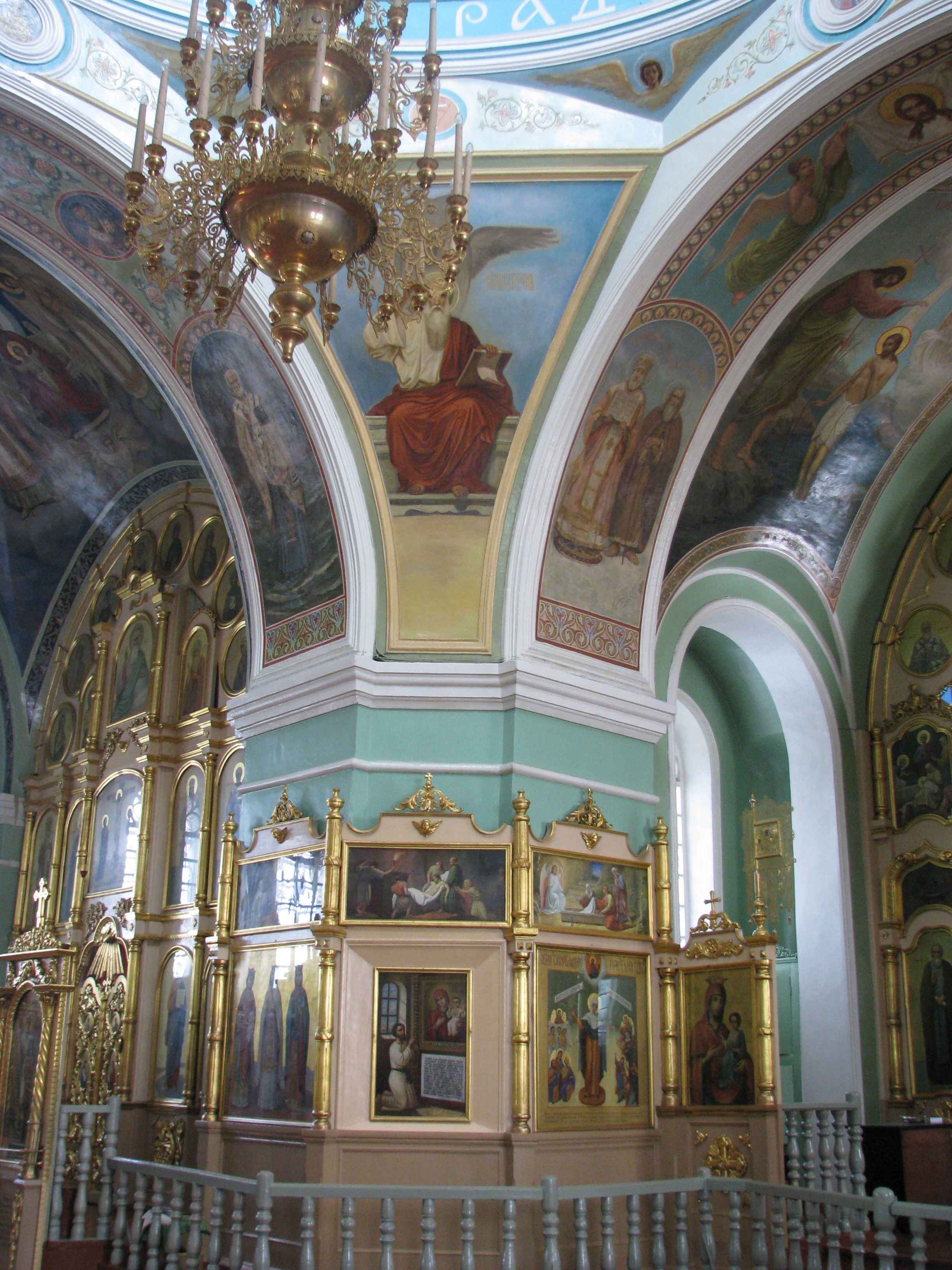
Interiör.
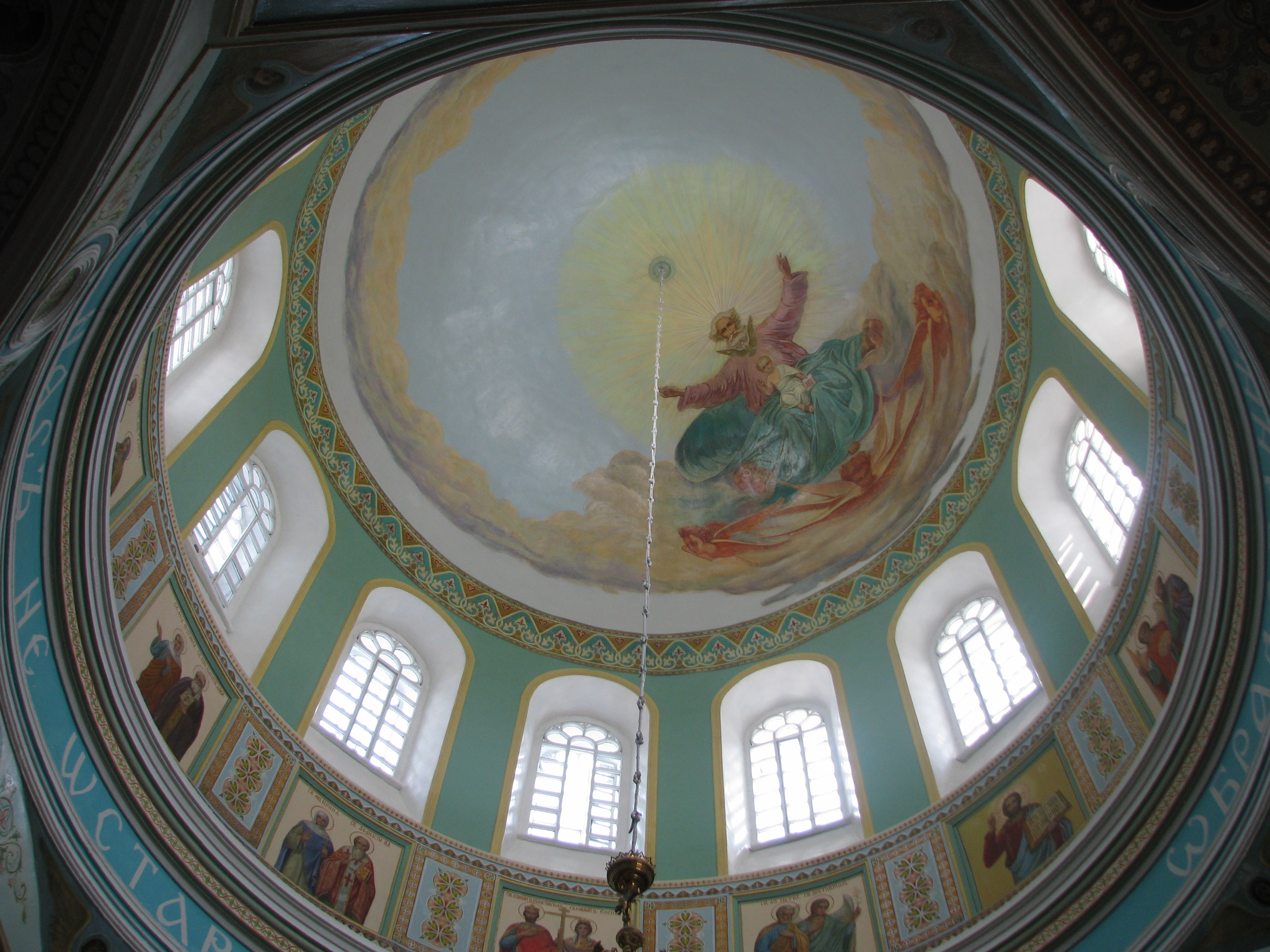
Kupolen inifrån.